# Heinz (entreprise)
Pour les articles homonymes, voir Heinz.
H. J. Heinz Company, [Prononciation français: hajnz] généralement nommée Heinz est une entreprise agroalimentaire américaine qui fabrique et distribue des sauces (dont du ketchup), des plats préparés et de la nutrition infantile dans plus de 200 pays.
Fondée en 1869 par Henry John Heinz à Pittsburgh en Pennsylvanie, elle emploie 32 000 personnes dans le monde et réalise un chiffre d'affaires de plus de 11 milliards de dollars. 

## Historique

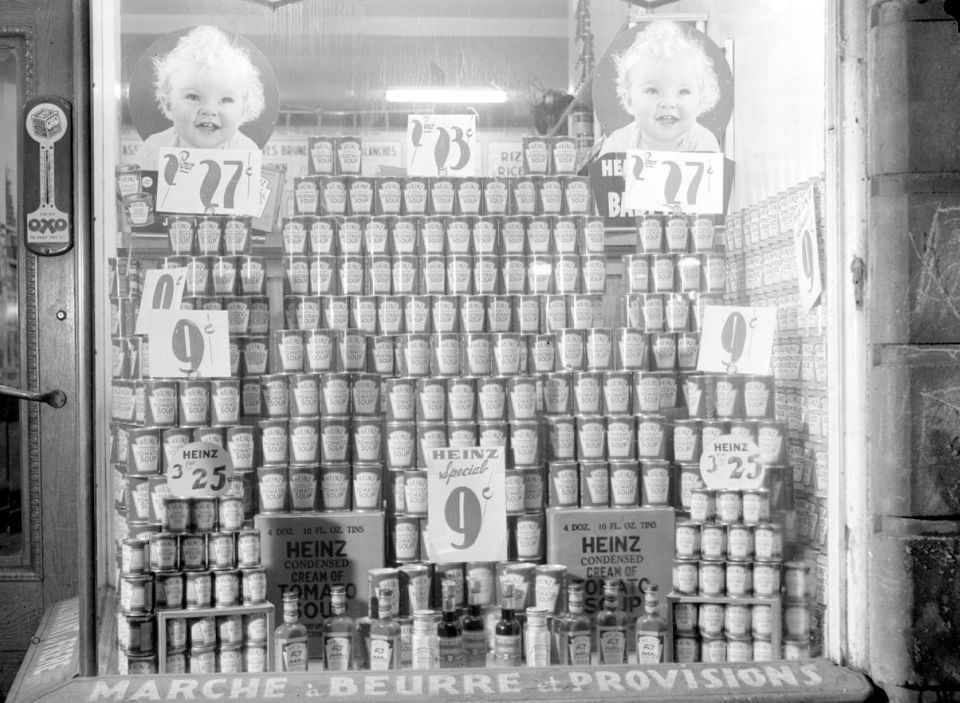
Étalage de produits en conserve de la compagnie Heinz dans la vitrine de l'épicerie Tousignant & Frère, rue Wellington à Verdun (Montréal), 1944.

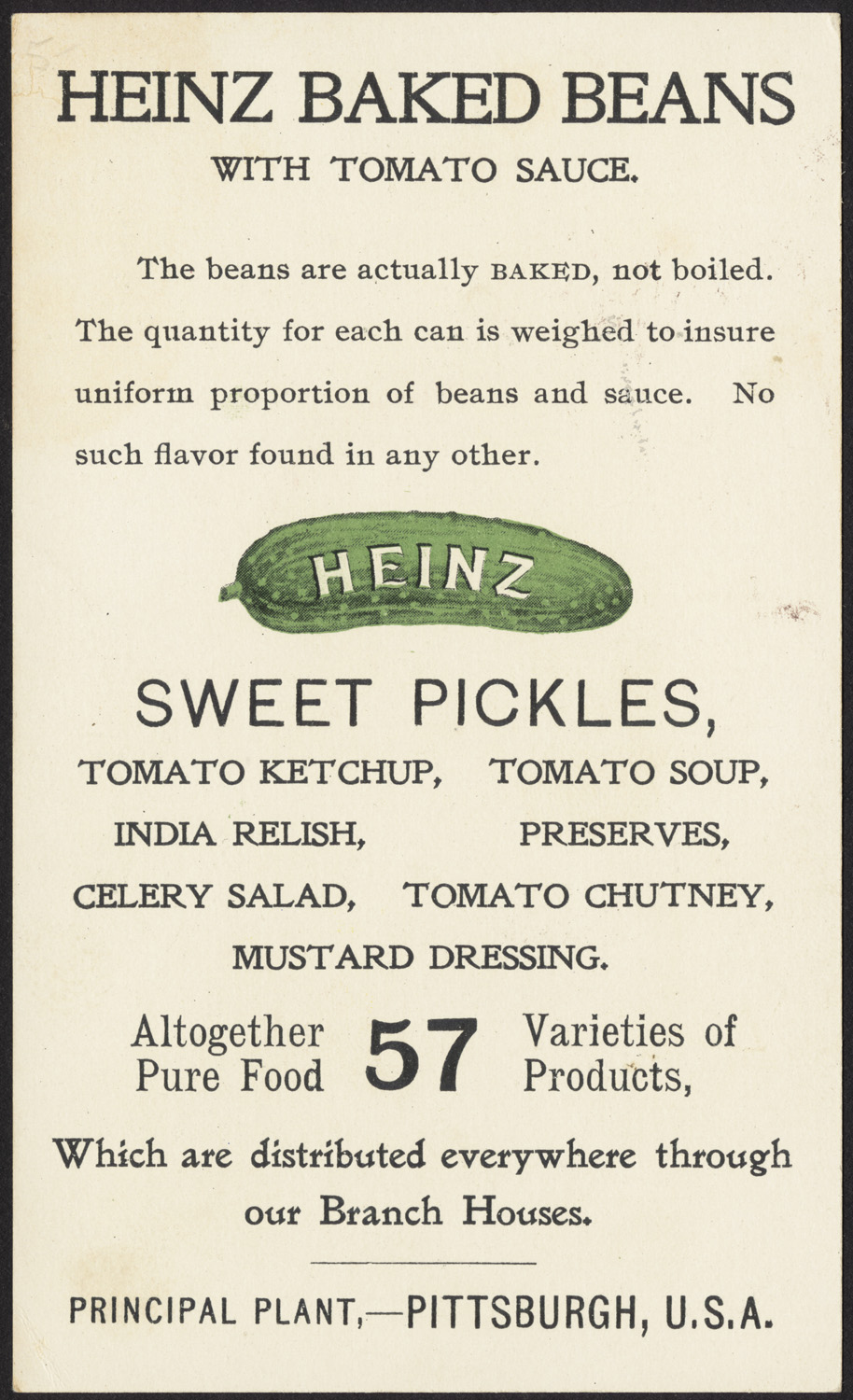
Carte faisant la promotion pour les fèves au lard Heinz, du XIXe siècle. Montre aussi le cornichon Heinz et les "57 variétés" d'aliments.

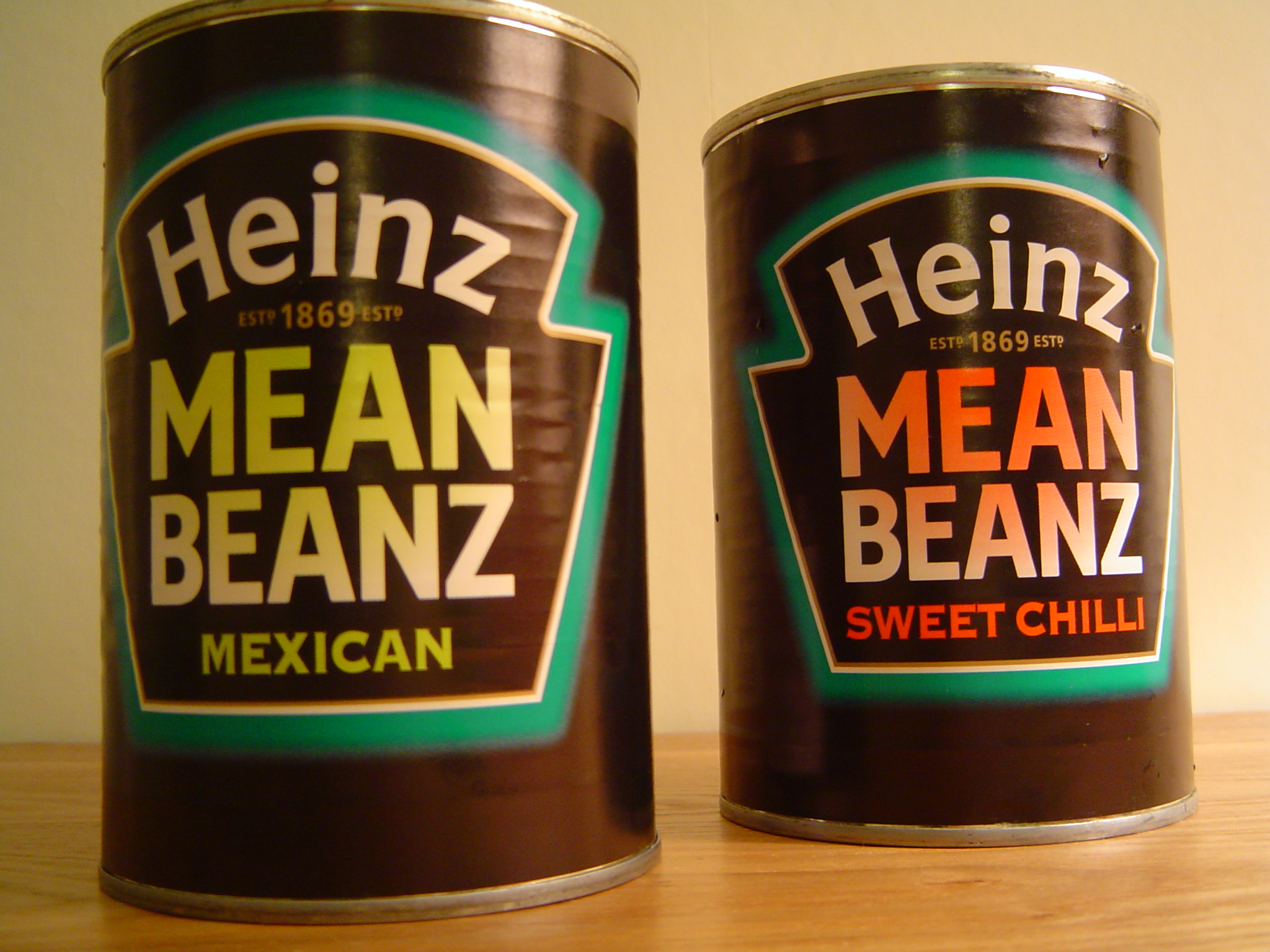
Le célèbre slogan : « Heinz Mean Beanz ».

Le fondateur, Henri John Heinz, a commencé à emballer des denrées alimentaires à petite échelle à Sharpsburg, Pennsylvanie, en 1869. Il fonde Heinz Noble & Company avec un ami, L. Clarence Noble, et commença par la commercialisation de raifort. La compagnie fait faillite en 1875, mais l'année suivante, Heinz fonda une autre société, Heinz F & J, avec son frère John Heinz et un cousin, Frederick Heinz.
Un des premiers produits de cette entreprise était du ketchup, à l'origine une sauce piquante à base de saumure rapportée par des marins britanniques de Singapour au XVIIe, à laquelle Heinz rajoute de la tomate et du vinaigre. John Heinz a l'idée de présenter le produit dans une bouteille en verre octogonale et transparente pour montrer « la qualité et la fraîcheur du produit ». Le succès est au rendez-vous et le produit s'exporte dès 1886 à Londres puis dans les pays anglo-saxons (Australie, Nouvelle-Zélande, Afrique du Sud) et au Japon. En 1907, 12 millions de bouteilles sont produites par an. En 1919, à la mort du fondateur, l'entreprise compte plus de vingt usines. Le ketchup arrive en France en 1944 à la suite du débarquement allié et se popularise en Europe pendant la décennie suivante. De nos jours, 650 millions de bouteilles sont vendues chaque année, dont 26 millions en France). Homologué par la NASA, le ketchup Heinz est présent à bord de la Station spatiale internationale. L'étiquette est la même depuis l'origine et la bouteille depuis 1948. La marque propose également son produit dans une bouteille en plastique, avec le bouchon en bas ou dans des versions différentes (light, bio, au  vinaigre balsamique, etc.). Comme le Coca-Cola ou le hamburger, le ketchup Heinz fait partie de l'imaginaire de l’American way of life.
La société a continué de croître et, en 1888, Heinz rachète les parts de ses deux associés et réorganise la compagnie sous le nom de H. J. Heinz Company[réf. nécessaire].
En 1986, Heinz s'empare de l'entreprise Petit Navire après avoir acquis une partie de son capital en 1981. En 2006, Heinz cède l'ensemble de ses activités des produits de la mer en Europe (regroupées au sein de MW Brands et comprenant les marques Petit Navire et Hyacinthe Parmentier, John West en Grande Bretagne et Mareblu en Italie) à Lehman Brothers Merchant Banking, filiale de la banque éponyme, devenue Trilantic Capital Partners après la faillite de 2008.
En 2008, Heinz s'empare de Bénédicta.
Le 14 février 2013, le conglomérat américain Berkshire Hathaway se porte acquéreur de la moitié du capital de Heinz, l'autre moitié étant détenue par le fonds d'investissement 3G Capital[réf. nécessaire].
En mars 2015, Kraft Foods et Heinz annoncent leur fusion dans une nouvelle entité, Kraft Heinz, détenue à 51 % par les actionnaires de Heinz (3G Capital et Berkshire Hathaway) et à 49 % par les actionnaires de Kraft Foods. La fusion est concomitante d'un dividende extraordinaire de 10 milliards de dollars versé par les actionnaires de Heinz,,.

## Implantations
En France, Heinz est relativement peu présent : seule l'activité sauces est importante, avec les marques Heinz et Bénédicta. Sa présence dans les plats préparés se limite à des produits surgelés de la marque Weight Watchers et il est absent du secteur de la nutrition infantile.
Aux États-Unis, sa filiale Ore-Ida (produits de pomme de terre surgelés, dont les Tater Tots) détient plus de la moitié des parts de marché de la pomme de terre surgelée.

## Signification du chiffre 57

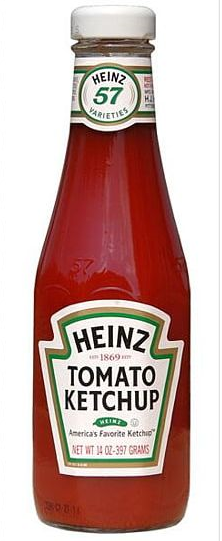
La bouteille classique 57 en verre.

Beaucoup de théories et de spéculations circulent quant à l'origine du chiffre 57 sur les produits Heinz. Certaines personnes y voient les chiffres porte-bonheur du fondateur et de sa femme, d'autres prétendent qu'il s'agit d'une référence à la rue où était implantée la première usine qui ne comptait que 56 numéros.
En réalité, le chiffre 57 provient d'une campagne marketing imaginée par le fondateur après un voyage en train lors duquel il aurait été inspiré par le slogan d'une boutique de chaussures : « 21 styles différents ».
Il est censé représenter les 57 variétés de produits que la H. J. Heinz Company fabrique alors, bien que celle-ci commercialise déjà plus de 60 produits différents à cette époque. Il est, dès lors, apposé sur une majorité de produits de la marque et fait l'objet d'une campagne de publicité particulièrement efficace qui mènera à son entrée dans la culture populaire, notamment dans une chanson de Jimmy Buffet. 
Il semblerait que la bague portant le chiffre 57 serve également d'indicateur pour simplifier l'utilisation de la bouteille en verre. En effet, il suffit de tapoter sur celui-ci pour libérer le condiment de son contenant plus facilement. 